# Adesmus hovorei
Adesmus hovorei är en skalbaggsart som beskrevs av Martins och Maria Helena M. Galileo 2004. Adesmus hovorei ingår i släktet Adesmus och familjen långhorningar.
Artens utbredningsområde är:
- Costa Rica.
- Panama.

Inga underarter finns listade i Catalogue of Life.